# Carsten Haitzler
Carsten Haitzler (nascido em 1975), conhecido como Raster ou Rasterman na comunidade open source, é um engenheiro de software conhecido por ter iniciado o desenvolvimento do gerenciador de janelas Enlightenment. Ele ainda desempenha um papel importante nesse projeto. Rasterman vive atualmente em Tóquio com sua namorada japonesa Meg.  
Filho de um alemão e uma finlandesa, Rasterman nasceu na Nigéria mas logo se mudou com sua família para a Alemanha, onde viveu até a idade de 4 anos. Rasterman então se mudou para Sydney, onde se graduou em ciência da computação. Em 1997 Rasterman se moveu para a Carolina do Norte, nos EUA, para trabalhar na Red Hat desenvolvendo as bibliotecas CORBA, Xlib e GTK+. Depois foi trabalhar na VA Linux. Outros softwares para os quais Rasterman contribuiu incluem eletric eyes, Imlib, Imlib 2 e Epplets.